# Моглино
Мо́глино — деревня в Тямшанской волости Псковского района Псковской области России.
Расположена на Рижском шоссе (трасса Псков-Изборск-Рига А212), в 7 км к западу от города Пскова и в 5 км к северо-востоку от деревни Тямша.

## Население
| 2001 | 2002 | 2010 | 2016 |
| ---- | ---- | ---- | ---- |
| 68   | ↗73  | ↗82  | ↗86  |

## История
В годы Великой Отечественной войны в деревне располагался лагерь для военнопленных и гражданских (русских, украинцев, евреев и цыган). Он был организован на территории бывшей погранкомендатуры вскоре после оккупации города Пскова и района.

## Экономика
К северо-западу от деревни ведётся создание особой экономической зоны (технопарка) «Моглино». Проектирование и строительство инфраструктуры назначено на 2012—2014 годы.
Основу технопарка составляет химический завод по производству ПЭТФ-пластика, принадлежащий компании «Титан».

## Транспорт
Железнодорожная станция Моглино на линии Псков — Печоры-Псковские.